# 조 존스

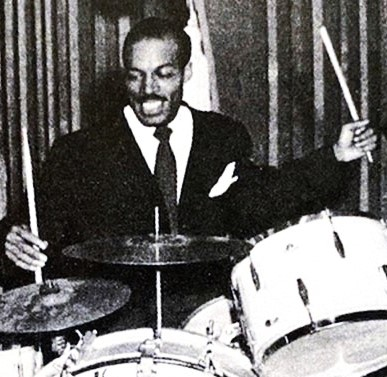

조 존스(영어: Jo Jones, 1911년 10월 7일 ~ 1985년 9월 3일)는 미국의 재즈 드러머이다.
밴드 리더이자 재즈 퍼커션의 선구자인 존스는 1934년부터 1948년까지 카운트 배시 오케스트라(Count Basie Orchestra) 리듬 섹션을 담당했다. 동명이인의 젊은 드러머 필리 조 존스(Philly Joe Jones)와 구별하기 위해 파파 조 존스(Papa Jo Jones)로 호칭되기도 한다.

## 생애
미국 일리노이주 시카고에서 태어난 존스는 앨라배마주로 이주하여 색소폰, 피아노, 드럼을 포함한 여러 악기 연주를 배웠다. 그는 1920년대 후반 오클라호마 시티에서 월터 페이지의 밴드인 블루 데빌스에 합류할 때까지 카니발 쇼에서 드러머와 탭댄서로 일했다. 그는 1931년 트럼펫 연주자 리오드 헌터의 세렌더스(Serenaders)와 함께 녹음했고 나중에 1934년에 피아니스트 카운트 배시(Count Basie)의 밴드에 합류했다. 존스, 배시, 기타리스트 프레디 그린(Freddie Green) 및 베이시스트 월터 페이지는 때때로 이상적인 팀인 올 아메리칸 리듬 섹션(All-American Rhythm section)으로 묶였다. 존스는 군대에 있을 때 2년 동안 잠시 휴식을 취했지만 1948년까지 배시에 남아 있었다. 그는 필하모닉 콘서트 시리즈에서 재즈에 참여했다.
그는 드럼에 브러시 사용을 장려하고 시간 기록의 역할을 베이스 드럼에서 하이햇 심벌즈로 전환한 최초의 드러머 중 한 명이었다. 존스는 버디 리치(Buddy Rich), 케니 클라크(Kenny Clarke), 로이 헤인스(Roy Haynes), 맥스 로치(Max Roach), 루이 벨슨(Louie Bellson)과 같은 후대의 드러머들에게 큰 영향을 미쳤다. 그는 또한 여러 영화, 특히 뮤지컬 단편 Jammin' the Blues(1944)에 출연했다.
존스는 73세의 나이로 뉴욕시에서 폐렴으로 사망했다.